# Juliana Costa
Juliana Costa (ur. 9 maja 1982) – brazylijska siatkarka, reprezentantka kraju. Obecnie występuje w drużynie Grêmio de Vôlei Osasco.

## Sukcesy
- Klubowe Mistrzostwa Świata
  -  2011